# 陶玘
陶玘（9世纪—928年11月8日），五代时期后唐将领。因原本散佚，其在《旧五代史》的列传失传。《新五代史》无其传。
许州人。同光四年（926年），邺都兵变爆发，随邺都行营招抚使、招讨使归德军节度使李绍荣讨伐，充行营寨主。后来变兵推成德军节度使李嗣源为主，陶玘也率所部归顺李嗣源。李嗣源到临黄，署陶玘为忠武军留后，兼行营马步使。三月，李嗣源起兵渡河，到白皋渡，所部中门使安重诲的随行人员争着上船，陶玘斩杀这些随行人员以正军法，军士害怕，因而军中肃然。
四月，李嗣源登基为后唐明宗。五月，以陶玘为威胜军观察留后。此后明宗曾任刘玘为威胜军节度使，但刘玘赴任途中去世，陶玘仍留任。
陶玘在任上聚敛贪赃很严重。天成二年（927年）八月，因被内乡县令盛归仁弹劾在税收以外有科率（于民间定额征购物资），贬岚州司马。盛归仁获赐绯袍鱼袋。三年（928年）九月，陶玘等被下诏就地赐死。陶玘被公开其以往不守法、贪赃聚敛、心怀怨望等罪行。十一月，明宗下诏赦免陶玘等人的儿子、弟弟等免于连坐。